# Конституция Сейшельских Островов
Конституция Сейшельских Островов — основной закон Сейшел.
Годовщина ратификации — 18 июня — день Конституции Сейшел.

## История
После референдума, проведённого 26 марта 1979, в силу вступила новая конституция страны. Принятия конституции также означало начало на Сейшельских Островах однопартийной системы. На выборы в том же году был выдвинут единственный кандидат от правящей партии — Франс-Альбер, член партии Объединённые Сейшелы.
К концу 1991 года Сейшельские Острова начали своё становление в многопартийную демократическую страну. После множественных дебат в январе 1993, 18 июня был подписан референдум, а также была одобрена нынешняя конституция.